# Fabrício dos Santos Messias
Fabrício dos Santos Messias (født 28. marts 1990) er en brasiliansk fodboldspiller.